# Charles-Marie-Esprit Espinasse
Charles-Marie-Esprit Espinasse (2 de abril de 1815 - 4 de junio de 1859) fue un oficial militar francés que fue brevemente Ministro del Interior y Seguridad Pública en 1858. Murió durante la campaña italiana de 1859.

## Biografía
Charles Marie Esprit Espinasse nació en Castelnaudary el 2 de abril de 1815, hijo de Jean Espinasse y Germaine Robert. Fue admitido en la Academia Militar de Saint-Cyr en 1833. Al graduarse se convirtió en subteniente en el 47.º Regimiento de Infantería de línea. Siguió en la Legión Extranjera, donde fue promovido a teniente en abril de 1838.
Espinasse participó en la campaña en Argelia entre 1835 y 1849, donde fue gravemente herido en combate en Aures con cuatro disparos en el pecho, bajo vientre y muslos. El 17 de enero de 1841 era capitán en el 1.º Regimiento de Cazadores a Pie. Fue promovido a comandante de batallón en el regimiento de zuavos, donde sirvió entre el 20 de octubre de 1845 y el 1 de mayo de 1849. Con el 22.º Regimiento de Infantería participó en el sitio de Roma, donde se distinguió siendo el primero en entrar a la ciudad. En 1851 el General Jacques Leroy de Saint Arnaud lo llevó a París para comandar el 42.º Regimiento de Infantería.
Espinasse apoyó a Luis Napoleón en el golpe del 2 de diciembre de 1851, y se convirtió en su aide de camp. El 10 de mayo de 1852 fue promovido a brigadier general. Se le dio el mando de la 3.ª brigada de infantería en Helfaut cerca de Saint-Omer. Se casó con Mary Festugière de Burdeos en 1853, con quien tuvo tres hijos. Al inicio de la guerra de Crimea condujo la 1.ª Brigada de la 1.ª División de Infantería. Se distinguió en la batalla de Chernaya y en la batalla de Malakoff. Fue promovido a mayor general, comandante de la 3.ª División de Infantería del 2.º Cuerpo del General Pierre Bosquet.
A su retorno a Francia, Espinasse se convirtió en inspector general de la infantería en 1857. El emperador lo nombró Ministro del Interior y Seguridad Pública después del intento de asesinato por Felice Orsini el 14 de enero de 1858. Se mantuvo en este puesto entre el 7 de febrero y el 14 de junio de 1858, cuando fue nombrado senador. Espinasse se unió al ejército de Italia el 2 de abril de 1859 como comandante de la 2.ª División del 2.º Cuerpo del ejército del General MacMahon. Espinasse murió en la población de Magenta, Lombardía el 4 de junio de 1859, durante la batalla de Magenta.